# Mankovice
Mankovice település Csehországban, Nový Jičín-i járásban. Mankovice Vražné, Odry, Suchdol nad Odrou, Jeseník nad Odrou és Bernartice nad Odrou településekkel határos. Lakosainak száma 537 fő (2024. január 1.).

## Népesség
A település lakosságának változását az alábbi diagram mutatja:
| Lakosok száma | 720  | 746  | 771  | 691  | 580  | 592  | 588  | 571  | 535  | 537  |
|               | 1869 | 1900 | 1921 | 1961 | 1980 | 2011 | 2016 | 2019 | 2021 | 2024 |